# Сестрилка
Сестрилка — деревня в Вологодском районе Вологодской области у впадения реки Лихтош в реку Комёла.
Входит в состав Подлесного сельского поселения, с точки зрения административно-территориального деления — в Подлесный сельсовет.
Расстояние по автодороге до районного центра Вологды — 32 км, до центра муниципального образования Огарково — 19 км. Ближайшие населённые пункты — Юрчаково, Елгино, Скрябино.
По переписи 2002 года население — 4 человека.